# With Everything I Feel in Me
With everything I feel in me. álbum de Aretha Franklin editado en 1974. Con él volvía al sonido de sus primeros álbumes con Atlantic y la producción de Wexler y Mardin. En todas las canciones toca el piano. Dos de los temas están compuesto por ella y su hermana Carolyn Franklin, "Without Love" y "Sing It Again - Say It Again". El resto son versiones, como "You'll Never Get To Heaven" de Bacharach & David, o "I Love Every Little Thing About You" de Stevie Wonder. El álbum fue un cierto fracaso, pues fue el primero después de siete años en lo más alto, que no llegó a entrar en el top40 de las listas de ventas.

## Lista de canciones
1. Without Love - 3:50
2. Don't Go Breaking My Heart - 3:53
3. When You Get Right Down to It - 3:56
4. You'll Never Get to Heaven - 5:02
5. With Everything I Feel in Me - 3:57
6. I Love Every Little Thing About You - 2:45
7. Sing It Again--Say It Again - 4:03
8. All of These Things - 3:45
9. You Move Me - 4:36

- Datos: Q919285